# Uniform resource name
Uniform Resource Name (URN) is een naam van een computerstandaard op het World Wide Web.
De URN-standaard wordt beschreven in RFC 2141 uit 1997 en is bedoeld om als persistent, locatie-onafhankelijke identifier te dienen. Het is een combinatie van een identifier (een toegekende code of NID) en een aanduiding van de naamruimte (namespace of NSS). Binnen de naamruimte zijn de identifiers uniek en in een gespecificeerd formaat. De autoriteit die verantwoordelijk is voor de naamruimte ziet daar op toe. Voor URN is het een vereiste dat elke naamruimte-aanduiding wereldwijd uniek is, waarmee ook iedere URN uniek is.
URI, URL en URN lijken op elkaar maar zijn niet gelijk. Ook kunnen andere PI's in de URN verwerkt worden zoals RFC's (→ Externe links).

## Syntaxis
De syntaxis van URN's, in BNF, is:
<URN> ::= "urn:" <NID> ":" <NSS>
Dit ziet eruit als:
urn:<NID>:<NSS>